# So Tae-song
Dans ce nom coréen, le nom de famille, So, précède le nom personnel.
So Tae-song (en hangeul : 宋泰成), est un footballeur international nord-coréen évoluant au poste d'attaquant.

## Carrière
So reçoit sa première sélection avec l'équipe nord-coréenne en 2008. Après trois ans sans sélection, il revient en équipe nationale en 2012 où il joue deux matchs sous les couleurs de son pays.